# Inflektiv
Ein Inflektiv ist eine infinite und unflektierte Verbform, die im Deutschen durch deverbale Reduktion, d. h. durch Weglassen der Infinitivendung -n oder -en, gebildet wird (beispielsweise seufz von seufzen, purzel von purzeln).
Der Inflektiv wird scherzhaft auch als Erikativ bezeichnet, nach Erika Fuchs, die als Übersetzerin der Micky-Maus-Comics diese grammatische Form im Deutschen populär machte. Verwendet wurde sie aber schon früher.
Dem Inflektiv entspricht im Englischen das Grundwort des Infinitivs ohne „to“ (sigh, cough), das auch als Nominalstamm gedeutet werden kann. Äußerungen im Inflektiv sind eine Sonderform der Interjektion und werden wie diese syntaktisch unverbunden als satzwertige Äußerung verwendet. Die Verben, aus denen sie geformt werden, bezeichnen oft onomatopoetische Lautäußerungen und Geräusche (quietsch, stotter) oder mimische und gestische Handlungen (grins, kopfkratz, brems!), die der Sprecher oder speziell im Comic auch ein Tier oder Ding ausführt.

## Abgrenzung zu Interjektion und Onomatopoesie
Im Unterschied zu Interjektionen und Onomatopoetika im jeweils engeren Sinn, die beide in ihrer Form nicht veränderbar (unkonjugierbar und undeklinierbar) sind und keiner anderen Wortart angehören, sind Äußerungen im Inflektiv nach einem festen morphologischen Muster aus bestehenden Verben gebildet. Sie werden deshalb auch als Lexem-Interjektionen von den Vollinterjektionen (Interjektionen im engeren Sinn) abgegrenzt. Die zugrundeliegenden Verben können ihrerseits einen lautmalenden Charakter haben, aus echten Onomatopoetika abgeleitet sein oder als umschreibende Onomatopoetika einen mit einem Laut assoziierbaren Vorgang bezeichnen. Der lautmalende Charakter kann auch durch besondere reduplizierende Graphien betont oder hinzugefügt werden (quiiietsch; bremssss!).

## Geschichte und Entwicklung
Die Form des Inflektivs findet sich schon im Märchen Hänsel und Gretel, außerdem in Wilhelm Buschs Max und Moritz sowie in Otto Ernsts Appelschnut, gewann jedoch im Deutschen erst durch die Übersetzungen englischsprachiger Comics ab Mitte des 20. Jahrhunderts an Popularität. Insbesondere Erika Fuchs prägte seit den 1950er Jahren in ihren Übersetzungen der Micky-Maus-Comics zahlreiche neue Interjektionen wie seufz, ächz, prassel oder grübel und dehnte damit ihre Anwendung auf nicht menschengemachte Geräusche sowie geräuschlose Vorgänge aus. Die Textzeile „Grübel grübel und studier“ im Stück Küss die Hand schöne Frau (1987) der Band Erste Allgemeine Verunsicherung beruht auf der Sprache von Erika Fuchs.
Der grammatische Terminus Inflektiv wurde 1998 vom Germanisten Oliver Teuber eingeführt.
Der Inflektiv fand aus dem Comic in die Jugendsprache Eingang und entwickelte sich mit dem Aufkommen des Internets in der Sprache der Chatrooms zu einem Massenphänomen, das sich als Netzjargon seither auch auf andere Kommunikationsformen wie E-Mail und SMS ausgewirkt hat. Im Verlauf dieser Entwicklung wurden im deutschsprachigen Chat auch komplexe mehrgliedrige Interjektionen im Inflektiv üblich, die außer der inflektiven Verbform auch andere Satzglieder (mit Ausnahme des grammatischen Subjekts) anschließen und hierbei die für Infinitivphrasen typische Schlussstellung der Verbform beibehalten, z. B. *sichwegduck*, *lieb-anlächel* oder *in die Tischkante beiß*.

## Mehrgliedrige Inflektive
Mehrgliedrige Inflektive finden sich bei einigen jüngeren deutschen Comic-Autoren wie z. B. Philip Tägert (Fil) wieder. Häufig werden mehrgliedrige Inflektive auf selbstreflexive Weise vom Comicduo Katz & Goldt eingesetzt, etwa in einem Comic aus dem Jahr 1997, der vier Zeichnungen von Theodor W. Adorno, Picasso, Hildegard von Bingen und Elton John enthält, die jeweils mit Inflektiven ohne lautmalerische Funktion beschrieben werden, z. B. neben Adornos Nase: „in alles reinstecken gemusst werd“. In Frag den Dicken (2008) denkt ein weidender Elch, neben dessen Maul der Inflektiv „Moos kau“ abgebildet ist, darüber nach, an welche europäische Hauptstadt er sich erinnert fühlt. Max Goldt veröffentlichte 2015 ein Buch mit Comicskripts unter dem Titel Räusper, ein Inflektiv, der in seinen Comictexten häufig verwendet wird.

## Darstellung und Markierung
In Comics erscheinen Inflektive als Soundwords in einer Beischrift zur abgebildeten Figur oder Sache oder in einer Sprechblase – oft in Abgrenzung zur wörtlichen Rede in runden Klammern und  kursiv gesetzt. In gesprochener Sprache können sie durch Stimmwechsel, besondere Intonation und begleitende Mimik oder Gestik markiert werden. Im Chat wird der Inflektiv schriftlich durch einschließende Sternchen oder spitze Klammern (z. B. *treuherzigblick*) markiert. Vergleichsweise selten ist die ironische Markierung durch nachgeahmte Elemente aus XML/HTML, BBCode oder Programmiersprachen, z. B. <zustimmungsuch>ist doch wahr</zustimmungsuch> oder ZUSTIMMUNGSUCH ist doch wahr END OF ZUSTIMMUNGSUCH.
Äußerungen im Inflektiv sind von eingeschobenen sprecherbezogenen Äußerungen in der dritten Person zu unterscheiden, die der Form nach den Regieanweisungen in Bühnentexten entsprechen und in Chat-Foren und Rollenspielen im Internet ähnlich wie Inflektive markiert mit Sternchen oder spitzen Klammern eingesetzt werden (*blickt treuherzig*, *Nick1 knuddelt Nick2*). Vom Inflektiv können solche meta-kontextuellen Parenthesen aber beeinflusst sein, wenn darin das Verb zwar flektiert – also kein Inflektiv – und die Äußerung als Hauptsatz gebildet ist, das Verb aber abweichend von der standardsprachlichen Norm in der für den Inflektiv typischen Schlussstellung erscheint (*Nick1 Nick2 knuddelt*: Subjekt-Objekt-Verb), wie es die deutsche Standardsprache nur für den Nebensatz vorsieht. Inflektiväußerungen sind außerdem von durch Sternchen markierten, aber syntaktisch eingebundenen Gliedern (Wörtern, Phrasen) einer Äußerung zu unterscheiden, bei denen diese Art der Hervorhebung ähnlich wie Schreibung mit Großbuchstaben der Emphase dient (ich bin *nicht* interessiert, ich bin NICHT interessiert).
Für komplexe mehrgliedrige Inflektive sind verschiedene Schreibweisen üblich:
- Getrenntschreibung: in den See spring,
- einfache Zusammenschreibung: indenseespring,
- Zusammenschreibung mit Binnenmajuskel: InDenSeeSpring,
- gemischte Getrennt- und Zusammenschreibung: indenSee spring,
- Getrenntschreibung mit Unterstrich: in_den_See_spring,
- Getrenntschreibung mit Bindestrich: in-den-See-spring.